# Viatcheslav Boutsaïev
Pour les articles homonymes, voir Boutsaïev.
Viatcheslav Guennadievitch Boutsaïev - en russe : Вячеслав Геннадьевич Буцаев (Vâčeslav Gennad’evič Bucaev) et en anglais : Vyacheslav Butsayev - (né le 13 juin 1970 à Togliatti en URSS) est un joueur professionnel russe de hockey sur glace devenu entraîneur. Il est le frère de Iouri Boutsaïev.

## Biographie

### Carrière de joueur
En 1986, il commence sa carrière au Torpedo Togliatti en championnat d'URSS. Il est choisi en 1990 au cours du repêchage d'entrée dans la Ligue nationale de hockey par les Flyers de Philadelphie en 10e ronde, en 109e position. En 1992, il débute dans la LNH avec les Flyers. Il a également porté les couleurs des Flyers de Philadelphie, des Sharks de San José, des Mighty Ducks d'Anaheim, des Panthers de la Floride et des Lightning de Tampa Bay. Il a remporté l'Elitserien 1997 avec le Färjestads BK. De retour en Russie, il remporte la Superliga en 2002 et 2003 avec le Lokomotiv Iaroslavl. Il prend sa retraite en 2007.

### Carrière internationale
Il a représenté l'Équipe d'URSS puis Équipe de Russie. Il a participé aux Jeux olympiques de 1992 conclus par une médaille d'or. Il a également participé à six éditions championnats du monde pour un bilan d'une médaille d'or et une d'argent.

### Carrière d'entraîneur
En 2009, il devient l'entraîneur-assistant de Sergueï Nemchinov au CSKA Moscou dans la Ligue continentale de hockey.

## Trophées et honneurs personnels

### Championnat de Russie de hockey sur glace
- 1993 : termine meilleur pointeur des séries éliminatoires.
- 1993 : termine meilleur assistant des séries éliminatoires.
- 2002 : participe au Match des étoiles avec l'équipe Ouest.

### Molodiojnaïa Hokkeïnaïa Liga
- 2011 : nommé entraîneur de l'équipe Ouest lors du Match des étoiles.
- 2011 : remporte le Trophée Vladimir Iourzinov du meilleur entraîneur.

## Statistiques
| Saison     | Équipe                   | Ligue         |     | Saison régulière | Saison régulière | Saison régulière | Saison régulière | Saison régulière |    | Séries éliminatoires | Séries éliminatoires | Séries éliminatoires | Séries éliminatoires | Séries éliminatoires |
| Saison     | Équipe                   | Ligue         | PJ  | B                | A                | Pts              | Pun              | PJ               | B  | A                    | Pts                  | Pun                  |                      |                      |
| 1986-1987  | Torpedo Togliatti        | URSS          | 1   | 0                | 0                | 0                | 0                |                  |    |                      |                      |                      |                      |                      |
| 1987-1988  | Torpedo Togliatti        | URSS          | 37  | 8                | 4                | 12               | 14               |                  |    |                      |                      |                      |                      |                      |
| 1988-1989  | Torpedo Togliatti        | URSS          | 60  | 14               | 7                | 21               | 32               |                  |    |                      |                      |                      |                      |                      |
| 1989-1990  | HK CSKA Moscou           | URSS          | 48  | 13               | 4                | 17               | 30               |                  |    |                      |                      |                      |                      |                      |
| 1990-1991  | CSKA Moscou              | URSS          | 46  | 14               | 9                | 23               | 32               |                  |    |                      |                      |                      |                      |                      |
| 1991-1992  | CSKA Moscou              | URSS          | 28  | 12               | 9                | 21               | 18               |                  |    |                      |                      |                      |                      |                      |
| 1992-1993  | Bears de Hershey         | LAH           | 24  | 8                | 10               | 18               | 51               | --               | -- | --                   | --                   | --                   |                      |                      |
| 1992-1993  | Flyers de Philadelphie   | LNH           | 52  | 2                | 14               | 16               | 61               | --               | -- | --                   | --                   | --                   |                      |                      |
| 1992-1993  | CSKA Moscou              | Superliga     | 5   | 3                | 4                | 7                | 6                |                  |    |                      |                      |                      |                      |                      |
| 1993-1994  | Flyers de Philadelphie   | LNH           | 47  | 12               | 9                | 21               | 58               | --               | -- | --                   | --                   | --                   |                      |                      |
| 1993-1994  | Sharks de San José       | LNH           | 12  | 0                | 2                | 2                | 10               | --               | -- | --                   | --                   | --                   |                      |                      |
| 1994-1995  | Blades de Kansas City    | LIH           | 13  | 4                | 3                | 7                | 12               | 3                | 0  | 0                    | 0                    | 2                    |                      |                      |
| 1994-1995  | Sharks de San José       | LNH           | 6   | 2                | 0                | 2                | 0                | --               | -- | --                   | --                   | --                   |                      |                      |
| 1994-1995  | Lada Togliatti           | Superliga     | 9   | 2                | 6                | 8                | 6                | --               | -- | --                   | --                   | --                   |                      |                      |
| 1995-1996  | Bandits de Baltimore     | LAH           | 62  | 23               | 42               | 65               | 70               | 12               | 4  | 8                    | 12                   | 28                   |                      |                      |
| 1995-1996  | Mighty Ducks d'Anaheim   | LNH           | 7   | 1                | 0                | 1                | 0                | --               | -- | --                   | --                   | --                   |                      |                      |
| 1996-1997  | Södertälje SK            | Elitserien    | 16  | 2                | 4                | 6                | 61               |                  |    |                      |                      |                      |                      |                      |
| 1996-1997  | Färjestads BK            | Elitserien    | 40  | 6                | 7                | 13               | 108              | 8                | 3  | 4                    | 7                    | 41                   |                      |                      |
| 1997-1998  | Komets de Fort Wayne     | LIH           | 76  | 36               | 51               | 87               | 128              | 4                | 2  | 2                    | 4                    | 4                    |                      |                      |
| 1998-1999  | Komets de Fort Wayne     | LIH           | 71  | 28               | 44               | 72               | 123              | 2                | 1  | 0                    | 1                    | 4                    |                      |                      |
| 1998-1999  | Panthers de la Floride   | LNH           | 1   | 0                | 0                | 0                | 2                | --               | -- | --                   | --                   | --                   |                      |                      |
| 1998-1999  | Sénateurs d'Ottawa       | LNH           | 2   | 0                | 1                | 1                | 2                | --               | -- | --                   | --                   | --                   |                      |                      |
| 1999-2000  | Griffins de Grand Rapids | LIH           | 68  | 28               | 35               | 63               | 85               | 17               | 4  | 12                   | 16                   | 24                   |                      |                      |
| 1999-2000  | Lightning de Tampa Bay   | LNH           | 2   | 0                | 0                | 0                | 0                | --               | -- | --                   | --                   | --                   |                      |                      |
| 1999-2000  | Sénateurs d'Ottawa       | LNH           | 3   | 0                | 0                | 0                | 0                | --               | -- | --                   | --                   | --                   |                      |                      |
| 2000-2001  | Griffins de Grand Rapids | LIH           | 75  | 33               | 35               | 68               | 65               | 10               | 1  | 5                    | 6                    | 18                   |                      |                      |
| 2001-2002  | Lokomotiv Iaroslavl      | Superliga     | 27  | 8                | 16               | 24               | 22               |                  |    |                      |                      |                      |                      |                      |
| 2002-2003  | Lokomotiv Iaroslavl      | Superliga     | 43  | 14               | 15               | 29               | 34               | 9                | 3  | 6                    | 9                    | 10                   |                      |                      |
| 2003-2004  | Lokomotiv Iaroslavl      | Superliga     | 54  | 9                | 6                | 15               | 58               | 3                | 1  | 0                    | 1                    | 2                    |                      |                      |
| 2004-2005  | Severstal Tcherepovets   | Superliga     | 31  | 3                | 6                | 9                | 22               | --               | -- | --                   | --                   | --                   |                      |                      |
| 2004-2005  | CSKA Moscou              | Superliga     | 23  | 4                | 7                | 11               | 10               | --               | -- | --                   | --                   | --                   |                      |                      |
| 2005-2006  | HK MVD                   | Superliga     | 49  | 11               | 14               | 25               | 68               | --               | -- | --                   | --                   | --                   |                      |                      |
| 2006-2007  | HK Dmitrov               | Vyschaïa Liga | 19  | 3                | 7                | 10               | 26               |                  |    |                      |                      |                      |                      |                      |
| Totaux LNH | Totaux LNH               | Totaux LNH    | 132 | 17               | 26               | 43               | 133              |                  |    |                      |                      |                      |                      |                      |